# Felix Horn Myhre
Felix Horn Myhre, född 4 mars 1999, är en norsk fotbollsspelare som spelar som mittfältare för Eliteserien-klubben Brann och det norska landslaget.

## Klubbkarriär
Felix Myhre föddes i Oslo i Norge och började sin karriär i den anspråkslösa klubben Ullern IF, som spelade i de lägre divisionerna i norsk fotboll. I januari 2017, vid 17 års ålder, gick han med i Vålerenga Fotboll, där han inledningsvis spelade med reservlaget. Myhre debuterade i A-laget den 12 oktober 2017, mot FK Haugesund, under Eliteserie-säsongen 2017. Den dagen kom han in som avbytare för Magnus Lekven, och hans lag vann med tre mål mot noll. Den 30 juni 2018 gjorde han sitt första mål för klubben, i en ligamatch mot FK Bodø/Glimt (2-2).
År 2019 lånades han ut till FK Bodø/Glimt, där han bara spelade tre matcher.
Den 15 maj 2021 skrev Felix Myhre på ett kontrakt med SK Brann till 2024. Han spelade sin första match i sina nya färger den 1 augusti 2021 mot Fana IL, i den norska cupen. Han började som defensiv mittfältare och hans lag vann med tre mål mot noll.

## Landslagskarriär
Felix Horn Myhre blev uttagen i Norges trupp till U19-EM 2018 i Finland.
Den 6 november 2018 blev han uttagen till sin första landslagstrupp för Norge U21 i matchen mot Turkiet U21 (20 november) då han spelade sin första landskamp.
Den 27 augusti 2024 blev han uttagen till sin första A-landslagstrupp för Norge i matcherna mot Kazakstan (6 september) och Österrike (9 september). Han debuterade när han startade landskampen mot Kazakstan den 6 september som vänster innermittfältare i Norges mittfältstrea. Drygt en halvtimme in i matchen var han nära att kröna sin debut med ett mål när han träffade ribban med vänsterfoten. Horn Myhre fick gott beröm från norsk press för sina insatser i en debutmatch som slutade mållöst.
Den 9 september 2024 gjorde han sitt första landslagsmål för Norge mot Österrike.